# Anomis ruficlathrata
Anomis ruficlathrata är en fjärilsart som beskrevs av W. Warren 1913. Anomis ruficlathrata ingår i släktet Anomis och familjen nattflyn. Inga underarter finns listade i Catalogue of Life.